# زرتشت‌آباد
زرتشت‌آباد یک روستا در ایران است که در دهستان خانندبیل شرقی شهرستان خلخال واقع شده‌است. در سرشماری عمومی ۱۳۸۵، زرتشت‌آباد ۶۳ نفر (۱۳ خانوار) جمعیت داشته است. این روستا در ابتدای جمهوری اسلامی به فجرآباد تغییر نام داده بود.